# Pablo Martel
Pablo Eduardo Martel (Santiago del Estero, Argentina; 7 de enero de 1986) es un entrenador de fútbol argentino. Actualmente dirige a Güemes de Santiago del Estero de la Primera Nacional.
Es el director técnico santiagueño con mayor cantidad de ascensos en la historia: el primero con el Club Atlético Independiente, donde logró el ascenso al Torneo Regional Federal Amateur en 2018, el segundo y tercero con el Club Atlético Güemes, el primero al Torneo Federal A y después al Primera B Nacional respectivamente. El último fue con el Club Atlético Sarmiento al Torneo Federal A. En resumen ha logrado cuatro ascensos en 10 años, consolidándose como un director técnico con «capacidad para formar equipos competitivos».
Su último ascenso con el Club Atlético Sarmiento le valió una invitación por parte del gobernador Gerardo Zamora en el Salón de Acuerdos, donde fue homenajeado.

## Trayectoria

### Como entrenador
Comenzó su experiencia como entrenador en 2013 con Unión Santiago y 3 años después dirigió a Vélez Sarsfield de San Ramón.
Logró ascensos con Independiente de Fernández en 2018, del Torneo del Interior al Regional Federal Amateur y también con Atlético Güemes (del Torneo Regional Federal Amateur al Federal A en 2019 y luego a la Primera Nacional en 2021), además dirigió a Juventud Antoniana de Salta y Chaco For Ever.
En 2023 renuncia a la dirigencia de Chaco For Ever y el 29 de agosto de ese mismo año asume como DT de Sarmiento de La Banda, con el que también logró el ascenso al Torneo Federal A, de la cual está disputando hasta la actualidad.
| Club                                                 | División  | Temporada     |
| ---------------------------------------------------- | --------- | ------------- |
| Club Atlético Unión Santiago Argentina               | 4.ª       | 2013-2016     |
| Club Atlético Vélez Sarsfield de San Ramón Argentina | 4.ª       | 2016-2017     |
| Club Atlético Independiente Argentina                | 5.ª       | 2017-2018     |
| Club Atlético Güemes Argentina                       | 2.ª y 3.ª | 2018-2022     |
| Centro Juventud Antoniana Argentina                  | 4.ª       | 2022          |
| Club Atlético Chaco For Ever Argentina               | 2.ª       | 2022-2023     |
| Club Atlético Sarmiento Argentina                    | 3.ª y 4.ª | 2023-2025     |
| Club Atlético Güemes Argentina                       | 2.ª       | 2025-presente |

## Condena por violencia de género
En 2019 Pablo Martel, director técnico de Atlético Gúemes en ese entonces, quedó demorado tras una serie de denuncias que hizo su mujer pero horas después fue liberado. El propio Martel se presentó ante la Justicia y dijo que la versión de su mujer era cierta. Finalmente, en agosto de 2019 fue condenado a un año de prisión en suspenso.